# Wolfgang Amadeus Mozart szimfóniái
Wolfgang Amadeus Mozart kvázi „szimfóniakorszaka” 1764 és 1788 közé esik, ez alatt a 24 év alatt 41 szimfóniát írt – legalábbis a tradicionális kiadások szerint; viszont a legfrissebb kutatások már 68 kész műről tudósítanak. Mindenesetre az eredeti számozás, amely még a régi, Breitkopf & Härtel-féle „Alte Mozart Ausgabéból” megmaradt – így az utolsó szimfóniája még mindig a 41-es. Több művet (K. 297, 385, 550) még maga a szerző dolgozott át.
A később megtalált szimfóniák, a K. 75, K. 76, K. 81, K. 95, K. 96 és K. 97 nem hivatalosan a 42–47-es számozást kapták. Legalábbis az AMA 1881-es kiadása így alkalmazta őket. Aztán a töredékes K. 102, K. 120 és K. 163 szimfóniák utolsó tételei kerültek kiadásra 1886-ban; ezek a 48., 49. és 50-ek. 1988-ban tovább bonyolódott a helyzet: kiadták a K. 98-as F-dúr szimfóniát. A K. 383g (Anh 100) egy teljesen elveszett Esz-dúr szimfónia.

## Gyerekkori szimfóniák (1764–1771)
Ezek a szimfóniák stílusukban és felépítésükben általában a szimfónia eredeti formájából, az olasz nyitányból táplálkoznak, tehát háromtételesek (gyors–lassú–gyors); tánctétel (általában menüett) alkalmazása ritka.
- 1. szimfónia, Esz-dúr, K. 16
- 2. szimfónia, B-dúr, K. 17
- 3. szimfónia, Esz-dúr, K. 18
- 4. szimfónia, D-dúr, K. 19
- 5. szimfónia, B-dúr, K. 22
- 6. szimfónia, F-dúr, K. 43
- 7. szimfónia, D-dúr, K. 45
- 8. szimfónia, D-dúr, K. 48
- 9. szimfónia, C-dúr, K. 73 (1773)
- 10. szimfónia, G-dúr, K. 74
- 11. szimfónia, D-dúr, K. 95
- 12. szimfónia, G-dúr, K. 110
- 13. szimfónia, F-dúr, K. 112
- 14. szimfónia, A-dúr, K. 114

## A Salzburg-éra szimfóniái (1772–1781)
Ezeket a darabokat sokszor még tovább kategorizálják: „korai” (1772–1773) és „késői” (1773–1775) alcsoportra, vagy „germán” (ilyenkor van benne menüett) és „itáliai” (menüett nélküli) alcsoportra. E művek egyikét se adták ki Mozart élete folyamán.
Annak ellenére, hogy nem számítanak „szimfóniáknak”, ebben az időszakban írta Mozart három divertimentóját (K. 136–138) – amelyek a háromtételes, olasz típusú nyitány felépítését követik – és néha a „salzburgi szimfóniák” közé sorolják.
- 15. szimfónia, G-dúr, K. 124 (1772)
- 16. szimfónia, C-dúr, K. 128 (1772)
- 17. szimfónia, G-dúr, K. 129 (1772)
- 18. szimfónia, F-dúr, K. 130 (1772)
- 19. szimfónia, Esz-dúr, K. 132 (1772)
- 20. szimfónia, D-dúr, K. 133 (1772)
- 21. szimfónia, A-dúr, K. 134 (1772)
- 22. szimfónia, C-dúr, K. 162 (1773)
- 23. szimfónia, D-dúr, K. 181 (1773)
- 24. szimfónia, B-dúr, K. 182 (1773)
- 25. szimfónia, g-moll, K. 183 (173d B) (1773)
- 26. szimfónia, Esz-dúr, K. 184 (1773)
- 27. szimfónia, G-dúr, K. 199 (1773)
- 28. szimfónia, C-dúr, K. 200 (1774)
- 29. szimfónia, A-dúr, K. 201 (1774)
- 30. szimfónia, D-dúr, K. 202 (1774)

## Érett szimfóniái (1781–1791)
- 31. szimfónia, D-dúr, K. 297 (1778) – Mozart 1778-ban érkezett Párizsba, és a tehetségéhez méltó állást keresett. Habár célját nem érte el, a látogatása alatt írta meg az ún. „Párizsi szimfóniát”, amely különösen érdekes a gazdagsága és modernsége miatt.
- 32. szimfónia „Nyitány olasz stílusban”, G-dúr, K. 318 (1779)
- 33. szimfónia, B-dúr, K. 319 (1779)
- 34. szimfónia, C-dúr, K. 338 (1780)
- 35. szimfónia „Haffner-szimfónia”, D-dúr, K. 385 (1782) – A mű azután keletkezett, hogy Mozart végleg Bécsbe költözött. Eredetileg szerenádnak indult a mű, amit a Haffner családnak ajánlott fel (ugyanazok, akiknek a korábbi „Haffner szerenádot” (K. 249) írta). Végül is a mű vagdosásával alakította át szimfóniáját: az elején lévő induló és az egyik menüett lett az áldozat.
- 36. szimfónia „Linzi”, C-dúr, K. 425 (1783) – Mozart a műcímben említett városban való tartózkodása alatt írta.
- 37. szimfónia, G-dúr, K. 444 (1784) – Ezt sokáig egy Mozart-szimfóniának hitték, de a későbbi tudósok megállapították, hogy ezt a művet Michael Haydn alkotta, és Mozart csak a rövid bevezetőt írta hozzá. Jelenleg a No. 26-os Haydn-szimfóniaként fut.
- 38. szimfónia „Prágai”, D-dúr, K. 504 (1786) – Ugyan Bécsben íródott, de a Prágában eltöltött szép idők után. Az előadása sokkal nehezebb a többi szimfóniához képest, mivel a mű sokkal komplexebb.
- 39. szimfónia, Esz-dúr, K. 543 (1788) – A három utolsó szimfónia (39–41) 1788-ban keletkezett, és kb. három hónap alatt készült el. Valószínűleg egy opus alatt akarta kiadatni ezeket a műveket, de csak a halála után jelentek meg. Egy vagy kettő belőlük valószínűleg 1789-ben Lipcsében közönség előtt elhangzott. No. 39-es a legkevésbé ismert és előadott, valószínűleg a mű koncepciója miatt, ami a mai hangszerekhez nem egészen passzol.
- 40. szimfónia, g-moll, K. 550 (1788) – Ez a leggyakrabban előadott Mozart-szimfónia. Valószínűleg a nagyon igényes fúvós hangszerelése miatt, amit a második revízióban hozzáadott klarinétok még tovább fokoznak. Ez az egyik a három moll szimfónia közül (a másik kettő az Odense, K16a a-mollban, tízéves kora körül keletkezett, és kétséges mű, a másik a Szimfónia No. 25, „Kis g-moll” K. 183.
- 41. szimfónia „Jupiter”, C-dúr, K. 551 (1788) – A trombiták és a timpani prominens használata jellemzi az első tételt. Az Andante cantabile egy mélységesen mozgó tétel, és a menüettben meg kontrapunktikus elemeket figyelhetünk meg. A finálé négyhangos motívumát Mozart már igen sokszor használta; majd a szonátaforma többi részében a mű fő ötleteit sűríti egy tételbe, majd a coda résznél ezek az elemek egyszerre jelennek meg kontrapunktikusan. A becenevet nem Mozart adta: feltehetőleg Angliából, Johann Peter Salomontól származik.